# Bourthes
Bourthes és un municipi francès situat al departament del Pas de Calais i a la regió dels Alts de França. L'any 2007 tenia 661 habitants.

## Demografia

### Població
El 2007 la població de fet de Bourthes era de 661 persones. Hi havia 238 famílies de les quals 46 eren unipersonals (23 homes vivint sols i 23 dones vivint soles), 78 parelles sense fills, 102 parelles amb fills i 12 famílies monoparentals amb fills.
La població ha evolucionat segons el següent gràfic:
Habitants censats

### Habitatges
El 2007 hi havia 277 habitatges, 246 eren l'habitatge principal de la família, 12 eren segones residències i 20 estaven desocupats. 272 eren cases i 2 eren apartaments. Dels 246 habitatges principals, 190 estaven ocupats pels seus propietaris, 44 estaven llogats i ocupats pels llogaters i 12 estaven cedits a títol gratuït; 1 tenia una cambra, 3 en tenien dues, 22 en tenien tres, 52 en tenien quatre i 168 en tenien cinc o més. 204 habitatges disposaven pel capbaix d'una plaça de pàrquing. A 125 habitatges hi havia un automòbil i a 103 n'hi havia dos o més.

### Piràmide de població
La piràmide de població per edats i sexe el 2009 era:
| Homes | Edats   | Dones |
| ----- | ------- | ----- |
| 0     | 95 o +  | 0     |
| 0     | 90 a 94 | 8     |
| 0     | 85 a 89 | 4     |
| 8     | 80 a 84 | 4     |
| 12    | 75 a 79 | 20    |
| 12    | 70 a 74 | 16    |
| 24    | 65 a 69 | 16    |
| 8     | 60 a 64 | 24    |
| 28    | 55 a 59 | 28    |
| 28    | 50 a 54 | 16    |
| 20    | 45 a 49 | 20    |
| 24    | 40 a 44 | 8     |
| 16    | 35 a 39 | 16    |
| 12    | 30 a 34 | 12    |
| 24    | 25 a 29 | 12    |
| 20    | 20 a 24 | 12    |
| 8     | 15 a 19 | 8     |
| 12    | 10 a 14 | 8     |
| 4     | 5 a 9   | 8     |
| 8     | 0 a 4   | 8     |

## Economia
El 2007 la població en edat de treballar era de 386 persones, 287 eren actives i 99 eren inactives. De les 287 persones actives 266 estaven ocupades (152 homes i 114 dones) i 22 estaven aturades (6 homes i 16 dones). De les 99 persones inactives 40 estaven jubilades, 22 estaven estudiant i 37 estaven classificades com a «altres inactius».

### Ingressos
El 2009 a Bourthes hi havia 261 unitats fiscals que integraven 716,5 persones, la mediana anual d'ingressos fiscals per persona era de 14.644 €.

### Activitats econòmiques
Dels 33 establiments que hi havia el 2007, 3 eren d'empreses extractives, 1 d'una empresa alimentària, 1 d'una empresa de fabricació d'altres productes industrials, 11 d'empreses de construcció, 7 d'empreses de comerç i reparació d'automòbils, 4 d'empreses de transport, 2 d'empreses immobiliàries, 1 d'una empresa de serveis, 2 d'entitats de l'administració pública i 1 d'una empresa classificada com a «altres activitats de serveis».
Dels 12 establiments de servei als particulars que hi havia el 2009, 2 eren tallers de reparació d'automòbils i de material agrícola, 1 autoescola, 4 paletes, 1 guixaire pintor, 2 fusteries, 1 lampisteria i 1 electricista.
Dels 2 establiments comercials que hi havia el 2009, 1 era una botiga de menys de 120 m² i 1 una joieria.
L'any 2000 a Bourthes hi havia 57 explotacions agrícoles que ocupaven un total de 2.244 hectàrees.

## Equipaments sanitaris i escolars
El 2009 hi havia una escola elemental integrada dins d'un grup escolar amb les comunes properes formant una escola dispersa.

## Poblacions més properes
El següent diagrama mostra les poblacions més properes.